# Германофилија
Германофилија је назив за љубав, приврженост према свему немачком. Особе које су германофили осећају приврженост према немачком, слично као и немачки националисти, иако сами нису етнички Немци. Германофилија је кроз историју била честа појава, како код народа, тако и код политичара и истакнутих појединаца.
Први пут се, као шира појава, појавила у 19. веку, по стварању Немачког царства. Шведски краљ Оскар II је водио германофилску политику јер се, желећи да оснажи своју позицију у односу на Русију, у спољној политици ослањао на Немачку. То је карактерисало шведску политику од 1870их, па све до почетка Првог светског рата. Био је велики симпатизер Бизмарковог начина вођења државе и подржавалац његових идеја.
Бугарски премијер у периоду непосредно пре и за време Другог светског рата, Богдан Филов, такође је био германофил. Њега је на чело бугарске владе довео цар Борис III. У том периоду Бугарска се приближила Трећем рајху, да би на крају постала и њен савезник. Сличан сценарио одвио се и у Мађарској, на челу са Миклошем Хортијем.
Хјустон Стјуарт Чемберлејн, филозоф британског порекла, расни идеолог који је заговарао „чистоту немачке аријевске расе“ и сматрао да је немачки народ потомак супериорне аријевске расе, имао је велики утицај на Адолфа Хитлера. Амерички писац Хенри Луис Менкен је такође био германофил.
Папа Пије XII је такође био германофил.
У Хрватској је германофилија прилично честа, вероватно зато што је Немачка у два наврата признала независност Хрватске — 1941. када је проглашена Независна Држава Хрватска и 1991. када је Немачка признала Хрватску као независан део СФРЈ (види Данке Дојчланд). Германофилија је била присутна и код неких политичара у време Краљевине Југославије пре Априлског рата (нпр. Димитрије Љотић).